# Traité de Senlis (1493)
 (décembre 2011).
Si vous disposez d'ouvrages ou d'articles de référence ou si vous connaissez des sites web de qualité traitant du thème abordé ici, merci de compléter l'article en donnant les références utiles à sa vérifiabilité et en les liant à la section « Notes et références ».
Pour les articles homonymes, voir Traité de Senlis.
Le traité de Senlis a été conclu le 23 mai 1493. Il s'agit de l'un des nombreux textes visant à régler la succession de Charles le Téméraire entre le royaume de France et la maison de Habsbourg, héritière des ducs Valois de Bourgogne par le mariage de Maximilien d'Autriche avec Marie de Bourgogne, fille unique du Téméraire.
Il est la conséquence de la rupture des fiançailles entre Charles VIII et Marguerite d’Autriche, négociées lors du traité d’Arras (1482).

## Contexte
La guerre de succession de Bourgogne, dont l’enjeu était le sort des territoires de Charles le Téméraire, mort en 1477, avait vu l’occupation par la France des duché et comté de Bourgogne, de la Picardie et du comté d’Artois, au détriment de Marie de Bourgogne, héritière de Charles. Celle-ci s’est par ailleurs rapidement mariée à Maximilien de Habsbourg, roi des Romains, qui l’a soutenue dans la guerre contre le roi de France.
Le traité d’Arras de 1482, qui conclut cette guerre, garantit au roi de France Louis XI la Picardie et le duché de Bourgogne, et impose les fiançailles du futur Charles VIII avec Marguerite d’Autriche, fille de Marie et de Maximilien, dotée des comtés de Bourgogne, d’Artois, et d’autres plus petits territoires.
Or, en décembre 1490, Anne de Bretagne épouse par procuration Maximilien Ier, veuf de Marie de Bourgogne. Ce mariage est une nouvelle provocation contre le camp français, qui s’ajoute à la menace que fait peser l’adhésion de la Bretagne à une ligue avec les rois d'Angleterre, d'Aragon et des Romains. Charles VIII utilise le traité du Verger, de 1488, qui stipulait que tout mariage de la duchesse de Bretagne nécessitait l’accord du roi de France, pour justifier son entrée en guerre contre la Bretagne, en 1491.
Après la prise de Rennes, à la mi-novembre, le roi impose à Anne de se marier avec lui, au traité de Rennes, ce qui advient le 6 décembre, et, il rompt alors ses fiançailles avec Marguerite d'Autriche. Or, selon le traité d’Arras, si les fiançailles étaient rompues, Maximilien devait recouvrer, au nom de son fils l'archiduc Philippe, encore mineur, l'ensemble de la dot de Marguerite.
Le roi de France et le roi des Romains entrent alors dans une longue négociation, qui aboutit à un traité : Charles VIII signe le 8 juillet 1492, Maximilien le 8 août. Le 23 mai 1493, le Traité de Senlis rassemble la signature de tous les protagonistes qui renouvellent ainsi leur engagement antérieur.

## Clauses et suites
Conformément au nouveau traité, Marguerite fut renvoyée à son père avec une dot amputée : elle ne conservait que l'Artois, le comté de Bourgogne (Franche-Comté), le Charolais et une partie des seigneuries annexes du duché de Bourgogne (Noyers, Château-Chinon, Chaussin et Laperrière). Ces terres devaient être rétrocédées à son frère, sous réserve de l'hommage au roi de France pour  les fiefs mouvants de couronne. Marguerite conserva en fait les biens résiduels de sa dot à titre viager pour assurer ses revenus.
Les comtés d'Auxerre et de Mâcon, ainsi que la seigneurie de Bar-sur-Seine restèrent temporairement à la France, dans l'attente d'un arbitrage ultérieur, qui les attribua au domaine royal. Enfin, la frontière orientale du royaume fut révisée et déportée pour la première fois depuis le traité de Verdun jusqu'à la Saône : l'ensemble du duché de Bourgogne était désormais compris dans le royaume, jusqu'à la frontière du comté de Bourgogne. Le particularisme du comté d'Auxonne (partie du duché de Bourgogne sise dans l'Empire) était donc supprimé.
Également, la neutralité liégeoise, proclamée unilatéralement en 1478, à la suite de la mort du duc de Bourgogne Charles le Téméraire, fut officiellement reconnue par les signataires du traité.

## Sources